# Прибрежный (Иркутская область)
Прибрежный — посёлок в Братском районе Иркутской области России. Административный центр Прибрежнинского сельского поселения.
Находится на правом берегу реки Илир в 120 км к юго-юго-западу от Центрального района города Братска и в 72 км к северу от Тулуна, на высоте 413 метров над уровнем моря. На противоположном берегу реки находится село Илир.
Вблизи западной окраины посёлка проходит автодорога «Вилюй».
История создания поселка Прибрежный
В связи со строительством Братской ГЭС и затоплением села Илир, оно меняет своё местоположение. В 1959-1962 годы проходит перенос села на новое место.
В 1963 – 64 годах село начало расстраиваться и благоустраиваться. Илир становится красивым, процветающим селом. Строятся новые красивые дома. Построили красивый Дом культуры, который в 1977 году принял первых зрителей. Первоначально клуб был в церкви, а рядом небольшой домик – библиотека. С 1967 года в Илире работает детский сад.
В 1951 году построили новую двухэтажную школу. С открытием в Илире ЛПХ и Средне – Ийского химлесхоза школа была самой крупной в Братском районе, в ней обучалось 1487 учащихся, коллектив учителей составлял 56 человек, обслуживающий персонал – 32 человека. В эти годы были построены: столярная мастерская, спортивный зал и интернат для детей из соседних деревень. В нем проживало 202 человека. В интернате жили дети, начиная с 5 класса из сел: Приречье и Старые Кори, Н – Жилище и Булук, Прутняк и Карай, Кардой и Чистяково, Луговое и Беседа, Коронка и Барчим.
Поселок Прибрежный Братского района Иркутской области возник не как новый населенный пункт, а на основе части старого села Илир. Поэтому некоторое время это название носили два поселка, расположенные по разные стороны реки Илир.
Началось всё с того, что в 1957 году был создан химлесхоз (предприятие по добыче сосновой смолы-живицы). Приезжающие работать в ХЛХ строят  свои дома в отдалении от старого Илира (на другой стороне реки) - это и есть начало нового поселка. 
В 1963 году лесоучасток переводится в Илир и создается Илирский леспромхоз. Так появляется вторая часть поселка. 
В эти же годы идет приток населения из умирающих деревень. Переселенцы строят отдельные частные дома. Эта - третья  часть поселка получила название "Кургат".  Появляются контора ЛПХ, поссовет, магазины. С 1969 года дети поселка перестали ходить за реку в школу - открылась своя. Сформировался новый центр. А в 1970 году решением Братского райсовета депутатов поселок был разделен надвое, и новый получил название "Прибрежный".

## Население
| 2002 | 2010  | 2011  | 2012  |
| ---- | ----- | ----- | ----- |
| 2885 | ↘2555 | ↘2541 | ↘2535 |